# ولاية سوريا
ولاية سوريا أو ولاية الشام ولاية عثمانية كانت تضم المنطقة الداخلية لسوريا الممتدة من جنوب معرة النعمان (الواقعة في جنوب ولاية حلب) إلى البحر الأحمر وحدود سيناء ومنطقة تبوك في الحجاز جنوباً. تسير حدود هذه الولاية من الغرب بمحاذاة جبال الساحل السوري وتضم سهل البقاع.
لم تشمل هذه الولاية منطقة بادية الشام، بينما كانت منطقة الجزيرة تتبع متصرفية الزور.

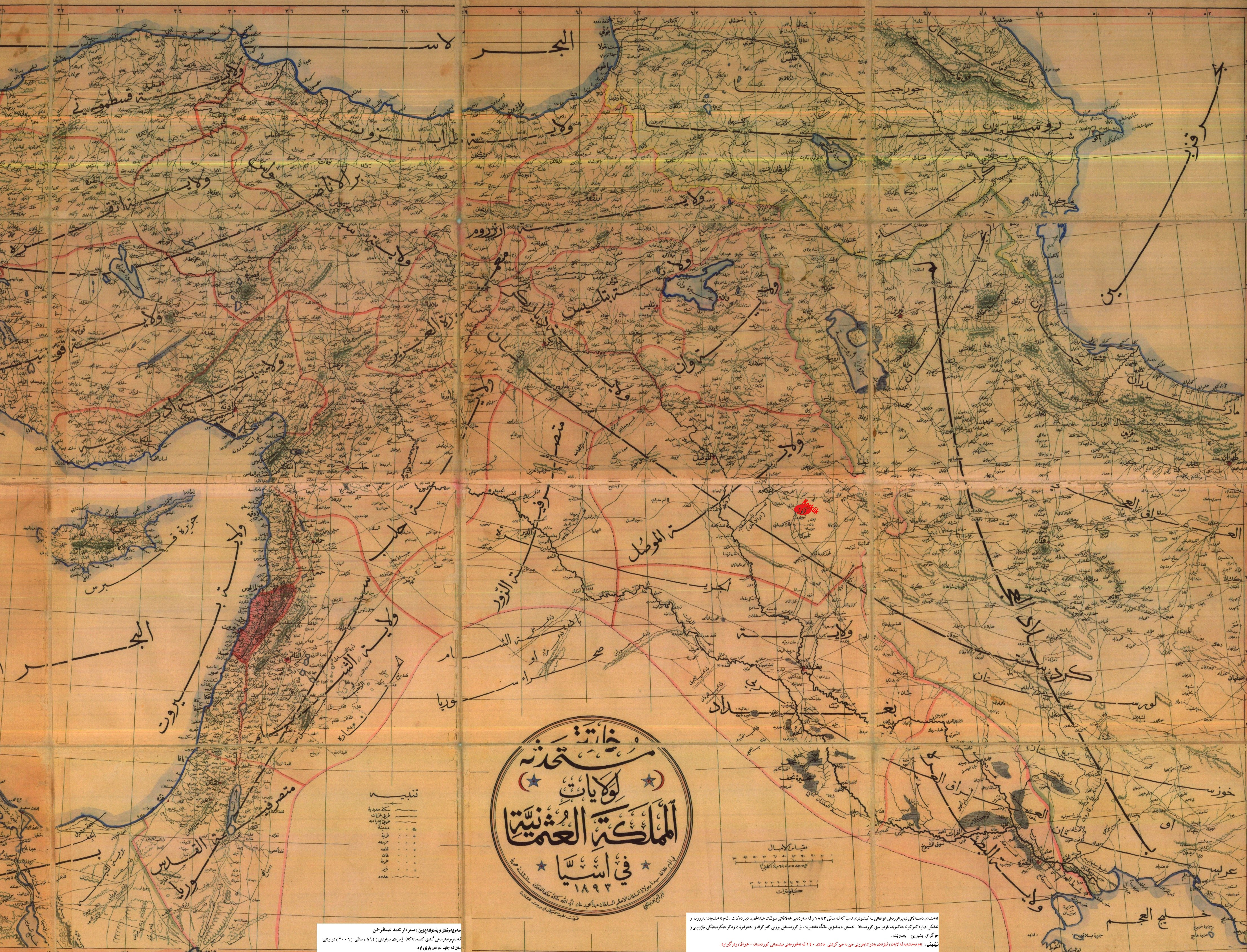
ولاية دمشق في خارطة الولايات العثمانية في المشرق العربي وشرق الأناضول

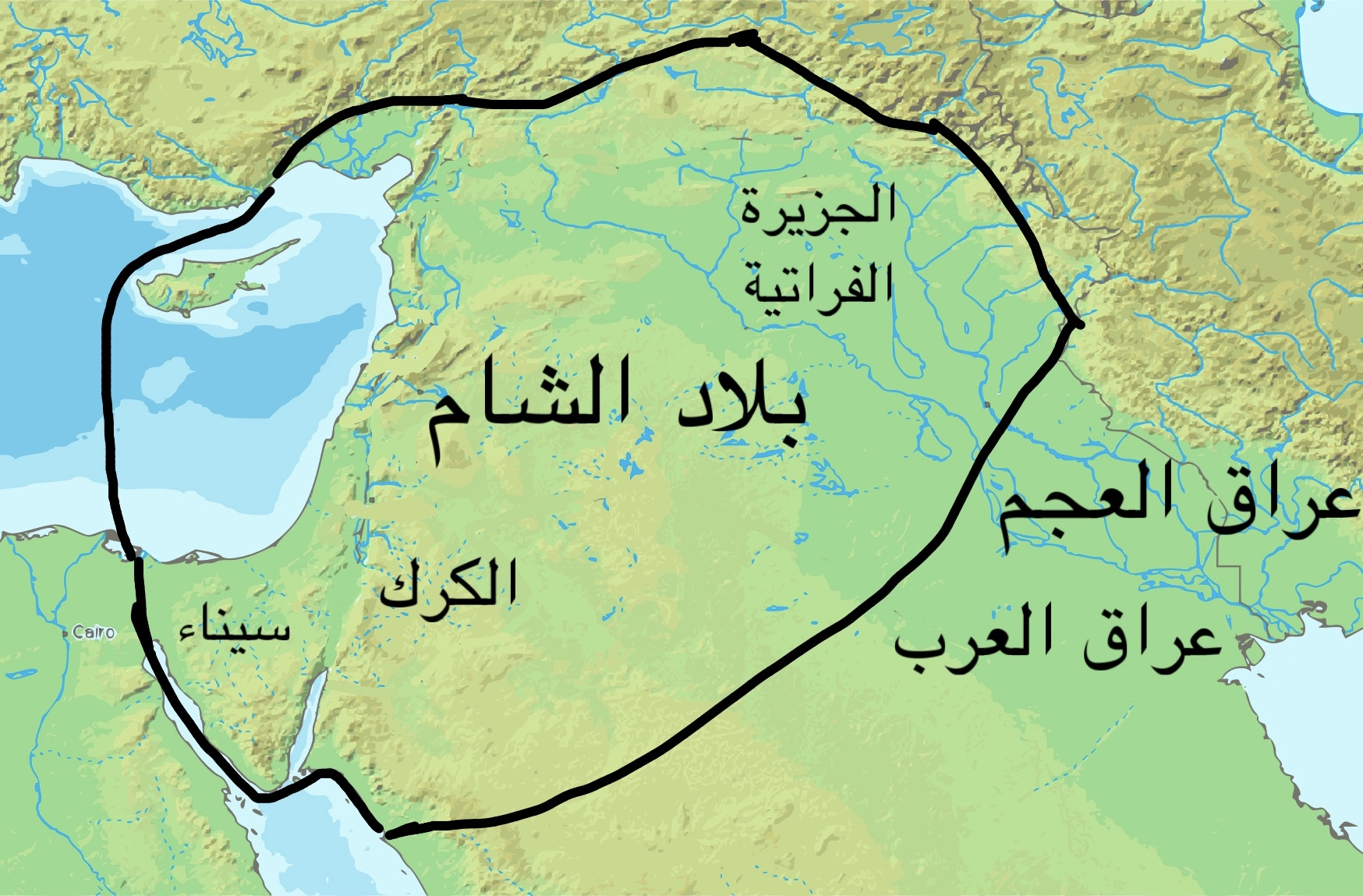
الحدود التقريبية لبلاد الشام في العصر الأموي

## أعلام
- أسمهان